# Mesyatsia tianshanica
Mesyatsia tianshanica är en bäcksländeart som först beskrevs av Zhiltzova 1972.  Mesyatsia tianshanica ingår i släktet Mesyatsia och familjen vingbandbäcksländor. Inga underarter finns listade i Catalogue of Life.